# قناب ثخين
قِناب ثخين (الاسم العلمي: Pycnospatha)، جنس نباتات مُزهرة من فصيلة اللوفية. أنهُ يحتوي على نوعين فقط كلاهما درني ومتوطن في الهند الصينية (لاوس، تايلاند، كمبوديا، فيتنام)
1. Pycnospatha arietina Gagnep. - تايلاند، كمبوديا، فيتنام.
2. Pycnospatha palmata Gagnep. - لاوس، تايلاند.